# Igó Éva
Igó Éva (Budapest, 1956. május 4. –) Jászai Mari-díjas magyar színésznő, érdemes és kiváló művész.

## Életpályája
A gimnáziumot angol–orosz tagozaton végezte.
1980-ban végzett a Színház- és Filmművészeti Főiskolán Kerényi Imre osztályában, ahova harmadszorra vették fel.
1974–75-ben a Magyar Nemzeti Bank, 1975-ben a KÖJÁL munkatársa volt, ahol a mikológiai laboratóriumban dolgozott. 1976-tól már játszott a Pinceszínházban. 1980–1984 között a Miskolci Nemzeti Színházban játszott, majd 1984–1987 között a kaposvári Csiky Gergely Színházhoz szerződött. A Vígszínháznak 1987 óta tagja.
2006-ban a Színház- és Filmművészeti Egyetemen DLA fokozatot szerzett, a témavezetője Hegedűs D. Géza volt.
A Shakespeare Színművészeti Akadémia beszédtanára volt.
Első férje Müller Péter Sziámi volt, akivel közös lánya Anna, jelenleg Angliában él. Második férje Földes László (Hobo) volt, akivel 13 évig éltek házasságban.

## Színpadi szerepei
- Thornton Wilder: Hosszú karácsonyi ebéd....Genevieve
- Jacques Demy: Cherbourgi esernyők....Elise
- William Shakespeare: Julius Caesar....Calpurnia
- Molière: Tudós nők....Beliza
- Kisfaludy Károly: Csalódások....Lucza kisasszony
- Hammerstein: Komédiások hajója....Parthy
- Molière: Gömböc úr....Nérine
- Szép Ernő: Lila ákác....Tóth Manci; Bizonyosné nagyságos asszony
- Kálmán Imre: Csárdáskirálynő....Komtesse Stasi
- Shakespeare: Lear király....Cordélia; Bolond; Regan
- Poliakoff: És te, szépségem, igen-igen, te....Nicola Davies
- Déry Tibor: Tükör....Vera
- Carlo Goldoni: Chioggiai csetepaté....Checca
- Mihail Bulgakov: Zojka lakása....Zojka Gyenyiszovna Pelc
- Kardos G. György: Villon és a többiek....Catherine
- Goldoni: A kávéház....Vittoria
- Jékely Zoltán: Oroszlánok Aquincumban....Sabina II.
- Boris Vian: Mindenkit megnyúzunk!....Marie
- Shakespeare: Szeget szeggel....Marianna
- Henrik Ibsen: Peer Gynt....Solvejg
- Bertolt Brecht: Koldusopera....Polly; Kocsma Jenny
- Kolozsvári Grandpierre Emil: Párbaj az árnyékkal....Matild
- Frank Wedekind: Lulu....Lulu
- Shakespeare: Rómeó és Júlia (színmű)....Júlia
- Szophoklész: Tragoedia magyar nyelven, az Sophocles Electrájából....Chrysothemis
- Nagy Ignác: Tisztújítás....Aranka
- Csehov: Cseresznyéskert....Ranyevszkaja; Sarlotta Ivanovna
- Weöres Sándor: A kétfejű fenevad....Lea
- Barrie: Pán Péter....Vanda
- Lenz: A nevelő....Lise
- Ács János: Munkásoperett....Kalmár Eszter
- Federico Fellini: Etűdök a szerelemről....Buja lány
- Romains: Knock....Parpalaidné
- Munkácsi Miklós: Lisszaboni eső....Ágnes
- Zerkovitz Béla - Szilágyi László: Csókos asszony....Rica-Maca
- Whiting: Angyali Johanna....Klára nővér
- Horváth Péter: A padlás....Süni; Mamóka
- Szophoklész: Antigoné....Antigoné
- Makszim Gorkij: Éjjeli menedékhely....Vaszilisza
- Kornis Mihály: Körmagyar....Színésznő
- Száraz György: A megközelíthetetlen....Elizabeth
- Shakespeare: Vízkereszt, vagy amit akartok....Viola
- Zágon–Somogyi: Fekete Péter....Colette
- Frenkó Zsolt: Egy szoknya, egy nadrág....Kamilla
- Balázs–Szombathy: Régi pesti kabaré....
- Szomory Dezső: Györgyike drága gyermek....Anna
- Frenkó Zsolt: Jobb, mint otthon....Mariska
- Arthur Miller: Pillantás a hídról....Beatrice
- Osborne: Dühöngő ifjúság....Helena
- Bereményi Géza: Légköbméter....Zongoristanő
- Frenkó Zsolt: Súgni tudni kell...!....Kiss Mária
- Laurents: West Side Story....Anita
- Esterházy Péter: Fuvarosok....
- Békeffi István: A régi nyár....Mimóza
- Fratti: Kegyetlen játék....Diana
- Ödön von Horváth: Mesél a bécsi erdő....Anya
- Békés Pál: Össztánc....
- Kárpáti Péter: Országalma....Királyné
- Stoppard: Ez az igazi....Charlotte
- Garaczi László: Imoga....Földi Mása
- Carlo Goldoni: A legyező....Giannina
- Black–Hart: A szerelem arcai....Rose
- Lev Tolsztoj: Háború és béke....A grófné
- Jaroslav Hašek: Svejk....Palivecné; Bárónő; Katy
- Tremblay: Sógornók....Angéline Sauvé
- Nagy András: Don Juan, a sevillai, a kővendég és a szédelgő....Donna Anna
- Alföldi Róbert: A Phaedra-story....Phaedra
- Marton Mária: Bádogszív....Nő
- Brecht: Kispolgárnász....Emmi
- Ilf–Petrov: Érzéki szenvedély....A csillag rajongója
- Kellér–Szenes: Az alvó férj....Vilma
- Ingmar Bergman: Maszkok....Voglerné
- Esterházy Péter: Egy nő....Nő
- Müller Péter: Lugosi (a vámpír árnyéka)....Lillian Arch
- Straus: M.V mint vendég....
- Molière: Képzelt beteg....Toinette
- Jean Genet: Cselédek....Madame
- Gotthold Ephraim Lessing: Bölcs Náthán....Szittah
- Ödön von Horváth: A szépkilátás....Christine
- August Strindberg: Play Strindberg – Játsszunk Strindberget!....Alice
- Gorkij: Nyaralók....Marja
- Lev Tolsztoj: Legenda a lóról....Mathieu és Marie
- Grimm fivérek: Hamupipőke....Hétzsákné
- Méhes–Mikó–Horgas: Picasso kalandjai....Ingrid Guggenheim
- Jean-Claude Grumberg: Varrónők....Giséle
- Victor Hugo: A királyasszony lovagja....Neuburgi Mária
- Örkény István: Pisti a vérzivatarban....Mama
- Le Sage: A pénzes zsák....Mara/Madam Stein
- Balassi Bálint: Szép magyar komédia....Briseida
- Barrie: Pán Péter....Liza
- Christopher Durang: Fürdővízzel a gyereket....Igazgatónő
- Edward Albee: Nem félünk a farkastól....Martha
- Shakespeare: Minden jó, ha vége jó....Rousillon grófnő
- Molière: Úrhatnám polgár....Dorimene grófnő
- Stendhal: Vörös és fekete....De Renalné
- Tracy Letts: Augusztus Oklahomában....Mattie Fae Aiken
- Molnár Ferenc: Egy, kettő, három....Kuno kisasszony
- Molnár Ferenc: Az ibolya...Széll kisasszony
- Stein: Hegedűs a háztetőn....Golde
- Nádai Péter: Magányos cédrus....Ági
- Galron: Mikve....Hindi
- Henry Fielding: Tom Jones....Bridget

## Filmjei
| - Tegnapelőtt (1982) - Karolina karácsonya, avagy újra együtt a család (1982) - Egymásra nézve (1982) - Mária-nap (1983) - Elcserélt szerelem (1984) - Titánia, Titánia, avagy a dublőrök éjszakája (1988) - Az utolsó nyáron (1991) - Woyzeck (1994) - Esti Kornél csodálatos utazása (1994) - Törvénytelen (1994) - Tangó (1996) - Franciska vasárnapjai (1996) - Csinibaba (1997) - A napfény íze (1999) - Hazudós Jakab (1999) - Valami Amerika 2. (2008) - Casting minden (2008) - Akik maradtak (2019) | - Dániel (1979-tévésorozat) - Tudós nők (1980) - Tisztán vagy szódával (1980) - A bolond lány (1981) - Reumavalcer (1983) - A hattyú halála (1983) - Tisztújítás (1984) - Szerelmek (1985) - Bernarda Alba háza (1985) - Brigitta (1993) - Kisváros (1993-2001) - Istálló (1995) - Szappanbuborék (1996) - Pub-Fiction (1996) - Éjfél (1998) - Üstökös (1998) - Mikor síel az oroszlán? (2001) - Egy nő (2001) - Zsaruvér és Csigavér II.: Több tonna kámfor (2002) - Vadkörték - A tihanyi kincsvadászat (2002) - Családi album (2002) - Párversek (2003) - Szeress most! (2004-2005) - Kivilágos kivirradtig (2005) - Állomás (2008-2011) - Presszó (2008) - Munkaügyek (2012–2014) - Aranyélet (2015) |

## Díjai, elismerései
- Színikritikusok Díja – A legjobb női alakítás (Lear király, Lulu) (1981, 1984)
- Veszprémi Filmszemle – A legjobb női alakítás (Tegnapelőtt) (1981)
- Jászai Mari-díj (1983)
- Varsányi Irén-emlékgyűrű (1991)
- MSZOSZ-díj (1995)
- Ajtay Andor-emlékdíj (1996, 1998, 2003, 2019)[9]
- Ruttkai Éva-emlékdíj (1997)
- Érdemes művész (1998)
- Roboz Imre-díj (2009, 2022)[10]
- Harsányi Zsolt-díj (2013)
- Kiváló művész (2017)
- A kiscsillag is csillag díj (2017)[11]
- Iglódi István-emlékgyűrű (2023)[12]